# Quail
Quail is een plaats (census-designated place) in de Amerikaanse staat Texas, en valt bestuurlijk gezien onder Collingsworth County.

## Demografie
Bij de volkstelling in 2000 werd het aantal inwoners vastgesteld op 33.

## Geografie
Volgens het United States Census Bureau beslaat de plaats een oppervlakte van
8,2 km², geheel bestaande uit land. Quail ligt op ongeveer 683 m boven zeeniveau.

## Plaatsen in de nabije omgeving
De onderstaande figuur toont nabijgelegen plaatsen in een straal van 36 km rond Quail.